# Heinrich Graefe
Heinrich Graefe (født 3. marts 1802 i Buttstädt i Thüringen, død 22. juli 1868 i Bremen) var en tysk skolemand.
Graefe studerede i Jena ved siden af de teologiske discipliner matematik og filosofi, blev 1823 ansat som medhjælper ved kirken og gymnasiet i Weimar, hvorfra han 1825 gik som rektor til Jena, hvor han udfoldede en betydelig organisatorisk virksomhed. I denne periode udgav Graefe matematiske og naturhistoriske skolebøger samt tidsskriftet Die deutsche Schule, der blev forbudt i Preussen og Østrig og ophørte at udgå efter et par års forløb; fremdeles Das Rechtsverhältnis der Volksschule von innen und aussen (1829) og Archiv für das praktische Volksschulwesen (8 bind, 1828—35). 1840 blev Graefe ekstraordinær professor i pædagogik ved universitetet i Jena og holdt der de forelæsninger, der ligger til grund for hans Allgemeine Pädagogik (2 bind, 1845) og Die deutsche Volksschule (2 bind, 1847). I 1842 blev Graefe kaldet til Kassel for at organisere skolevæsenet der, og han havde samme held med sig som i Jena. Snart kom skolen i stor anseelse, og såvel lærere som tilsynsmænd kom fra land og by for at lære den at kende og for at drage nytte af dens udmærkede rektors pædagogiske indsigt. Fra mange stæder i Tyskland, ja endog fra Sankt Petersburg kom skolens mænd for at høste udbytte af Graefes erfaringer. Ved siden af sit embede og stillingen som medlem af skolekommissionen samt som overinspektør for borgerskolen med mere fandt Graefe tid til litterære arbejder. Da 1848 en forandring i reaktionær retning af den kurhessiske forfatning var i anmarch, bragte hans frisind ham til kraftig at tage ordet derimod, og da tilmed hans skrift Der Verfassungskampf in Kurhessen (1851) udkom, blev han genstand for en retsforfølgning, der endte med, at han blev idømt fæstningsstraf i 1 år samt embedsfortabelse. Efter at være kommet på fri fod drog han 1853 til Schweiz, hvor han i Zürich søgte at ernære sig ved privatundervisning. I 1855 blev han kaldet til Bremen for at indrette en ny borgerskole. Under dette arbejde vågnede hans gamle energi, og med stor dygtighed udførte han det ham overdragne hverv, hvorpå han blev skolens forstander med titel af professor. Her tilbragte han resten af sine dage, syslende med pædagogisk forfattervirksomhed.